# Hauenstein-Ifenthal
Hauenstein-Ifenthal ist eine politische Gemeinde im Bezirk Gösgen des Kantons Solothurn in der Schweiz. Die Doppelgemeinde besteht neben Einzelhöfen aus zwei grösseren Siedlungsteilen: Der Ort Hauenstein liegt auf rund 675 m ü. M. auf einer Landschaftsterrasse knapp unterhalb des Kulminationspunkts des Passes am Unteren Hauenstein. Zwei Kilometer westlich davon liegt auf rund 700 m ü. M. der Weiler Ifenthal über dem Tal des Grabenbaches am Südhang des Ifleterbergs. Zwischen diesen beiden Siedlungen liegt weithin sichtbar an der Jurahangkante über dem Trimbacher Tal (Graben) das Ifenthaler Kirchlein mit dem Patrozinium Sankt Katharina.
Die Nachbargemeinden von Hauenstein-Ifenthal sind Wisen, Trimbach, Wangen bei Olten, Rickenbach und Hägendorf im Kanton Solothurn sowie Eptingen und Läufelfingen im Kanton Basel-Landschaft.

## Geographie
Hauenstein-Ifenthal liegt etwa vier Kilometer (Luftlinie) nordwestlich der Stadt Olten. Das Gemeindegebiet erstreckt sich auf durchschnittlich 670 m ü. M. im Solothurner Kettenjura in aussichtsreicher Lage über verschiedene Anhöhen auf der Südseite des Passübergangs Unterer Hauenstein. Es liegt zwischen dem Ausläufer der Belchenflue im Westen und der Wisnerhöchi und dem Flüeli im Osten. Die Fläche des 5,3 Quadratkilometer grossen Gemeindeareals umfasst einen Abschnitt des stark zerfurchten Solothurner Kettenjuras, der hier verschiedene markante Felswände und Flühe aufweist. Im Süden liegt die Gemeindegrenze auf der Kante des Hombergs.
Im westlichen Gemeindeteil befindet sich das Quellgebiet des Dorfbachs, der von mehreren aus den Hängen der Hornflue (967 m ü. M.; nördlicher Teil des Hombergs), der Challhöchi und des Ifleterbergs (mit 969 m ü. M. die höchste Erhebung von Hauenstein-Ifenthal) herabströmenden kleinen Bächen gespeist wird. Er durchfliesst zunächst das Ifental von West nach Ost und stürzt dann über mehrere Wasserfälle in den Graben, einen zu Trimbach gehörenden tiefen Taleinschnitt unterhalb von Hauenstein, um wenige Kilometer nach seinem Austritt aus dem Graben in dem offenen Oltner Kessel in die Aare zu münden.
Der nordöstliche Gemeindeteil wird von einem Plateau bei Hauenstein eingenommen, an das im Osten die Abhänge des Lichtberges (bis 807 m ü. M.) anschliessen. Die nördliche Gemeindegrenze verläuft entlang der Challhöchi, des Ifleterbergs und des Unteren Hauensteins und deckt sich weitgehend mit der Wasserscheide, die entlang des Jurahauptkamms das Flusseinzugsgebiet der Aare im Süden von dem der Ergolz im Norden trennt. Von der Gemeindefläche entfielen 1997 sechs Prozent auf Siedlungen, 42 Prozent auf Wald und Gehölz, 51 Prozent auf Landwirtschaft, und etwas weniger als ein Prozent war unproduktives Land.

## Bevölkerung
Mit 325 Einwohnern (Stand 31. Dezember 2023) gehört Hauenstein-Ifenthal zu den kleinen Gemeinden des Kantons Solothurn. Von den Bewohnern sind 98,5 % deutschsprachig, 1,1 % sprechen Rätoromanisch und 0,4 % Spanisch (Stand 2000). Die Bevölkerungszahl von Hauenstein-Ifenthal belief sich 1850 auf 446 Einwohner, 1900 auf 295 Einwohner. Im Verlauf des 20. Jahrhunderts stieg die Bevölkerungszahl bis 1930 wieder auf 380 Personen an, um danach bis 1980 durch starke Abwanderung um nahezu 50 % auf 203 Einwohner abzunehmen. Seither ist wieder eine leichte Bevölkerungszunahme zu verzeichnen.

## Wirtschaft
Hauenstein-Ifenthal war bis in die zweite Hälfte des 20. Jahrhunderts eine vorwiegend durch die Landwirtschaft geprägte Gemeinde. Noch heute haben der Ackerbau, der Obstbau sowie  Viehzucht einen wichtigen Stellenwert in der Erwerbsstruktur der Bevölkerung. Weitere Arbeitsplätze sind im lokalen Kleingewerbe und im Dienstleistungssektor vorhanden, unter anderem in einem Betrieb des Holzbaus und des Baugewerbes. Bis 1996 wurden bei Hauenstein in einem grossen Steinbruch Kalkstein und Opalinuston abgebaut. In den letzten Jahrzehnten hat sich vor allem Hauenstein dank seiner attraktiven Lage mehr und mehr von der Landwirtschaft weg hin zu einer Wohngemeinde entwickelt. Viele Einwohner sind heute Pendler, die hauptsächlich in der Region Olten arbeiten.

## Verkehr
Die Gemeinde ist verkehrstechnisch recht gut erschlossen. Hauenstein liegt an der Hauptstrasse von Olten über den Unteren Hauenstein nach Sissach, während Ifenthal durch eine Seitenstrasse von Hauenstein her leicht erreichbar ist. Eine Nebenstrasse führt über den Passübergang der Challhöchi und ein Fussweg über die Homberglücke nach Wangen bei Olten.

### Nahverkehr
Durch eine Buslinie des BOGG, sind Hauenstein und Ifenthal an das öffentliche Verkehrsnetz angebunden.
- 506 Olten Bahnhof – Trimbach SO – Hauenstein – Ifenthal – Wisen SO, Kirche

## Geschichte
Das Gemeindegebiet von Hauenstein-Ifenthal war schon sehr früh besiedelt, was durch zahlreiche Funde aus dem Neolithikum nachgewiesen werden konnte. Während der Römerzeit wurde der Passübergang des Unteren Hauensteins rege benutzt und diente als wichtige Verbindung zwischen Augusta Raurica und dem Mittelland.
Die erste urkundliche Erwähnung von Hauenstein erfolgte 1260 unter dem Namen Horwen; von 1353 ist die Bezeichnung Howenstein überliefert. Der Ortsname ist abgeleitet vom mittelhochdeutschen Partizip Perfekt gehouwen (gehauen) und hat damit die Bedeutung eines in den Stein/Fels gehauenen Passweges. Ifenthal wird bereits 1189 erstmals als Ifental genannt. Später erschienen die Schreibweisen Yffental (1201) und Ifendal (1225). Dieser Name geht auf den althochdeutschen Personennamen Iffo zurück und bedeutet Tal des Iffo.
Hauenstein und Ifenthal unterstanden seit dem Mittelalter der Oberherrschaft der Grafen von Frohburg. Ein Ministerialengeschlecht hatte seinen Sitz in Ifenthal, wahrscheinlich an der Stelle der heutigen Pfarrkirche. Seit etwa 1220 wurde die Passstrasse über den Unteren Hauenstein ausgebaut, weshalb sich Hauenstein zu einem wichtigen Passort entwickelte. Nachdem das Geschlecht der Frohburger ausgestorben war, kamen die beiden Dörfer 1367 an die Grafen von Nidau, 1375 als habsburgisches Lehen an die Thiersteiner und 1418 an die Falkensteiner, welche die Herrschaft Gösgen besassen. Während längerer Zeit waren die Grenzen im Bereich des Passübergangs unklar, und weite Teile des Gebietes gehörten vorübergehend zu Basel, bevor sie 1506 durch einen Vergleich endgültig an Solothurn gelangten. Hauenstein und Ifenthal standen nun unter der Verwaltung der Vogtei Gösgen.
Nach dem Zusammenbruch des Ancien Régime (1798) gehörte Hauenstein-Ifenthal während der Helvetik zum Verwaltungsbezirk Solothurn und ab 1803 zum Bezirk Gösgen. Mit der Eröffnung des Hauensteintunnels der Eisenbahnlinie Basel-Olten im Jahr 1858 verlor Hauenstein seine Bedeutung als Passort, was sich in einem deutlichen Bevölkerungsrückgang auswirkte.
Im Ersten Weltkrieg wurde im Gebiet Oberer und Unterer Hauenstein mit der Fortifikation Hauenstein die wichtigste Verteidigungsstellung der Schweizer Armee gebaut.

## Sehenswürdigkeiten
Die Sankt-Katharina-Kapelle in Ifenthal wurde um 1260 gestiftet. 1674 wurde der Bau vergrössert und zur Pfarrkirche erhoben. Ihr heutiges Aussehen erhielt die Kirche bei einem weiteren Umbau im Jahr 1935.
Auch Hauenstein besass mit der Sankt-Nikolaus-Kapelle eine Passkapelle, die jedoch ab dem 17. Jahrhundert allmählich zerfiel. In der Nähe von Hauenstein befindet sich die Ruine der einst prächtigen Frohburg.

## Bilder

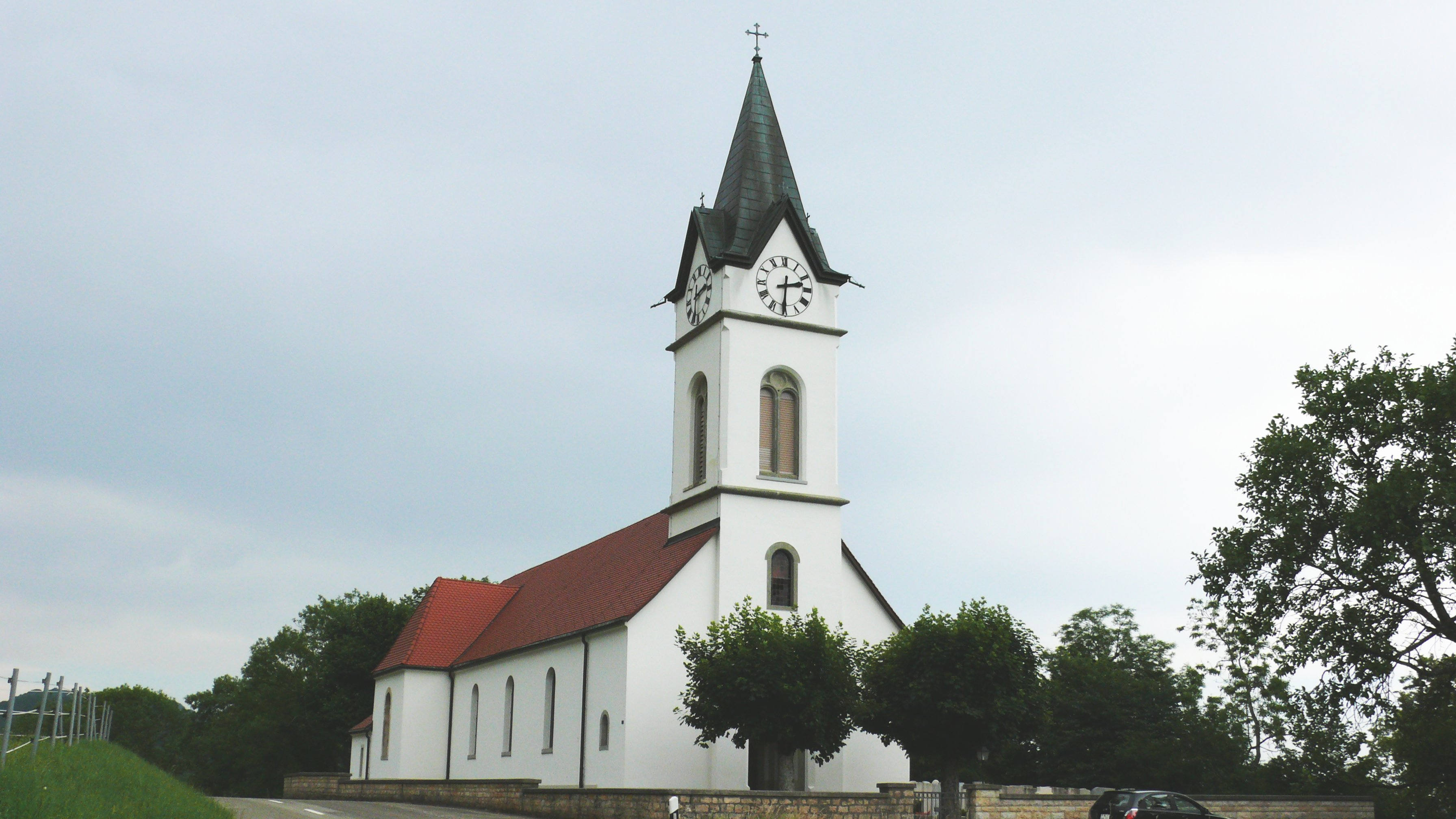
Die Ifenthaler Kirche St. Katharina
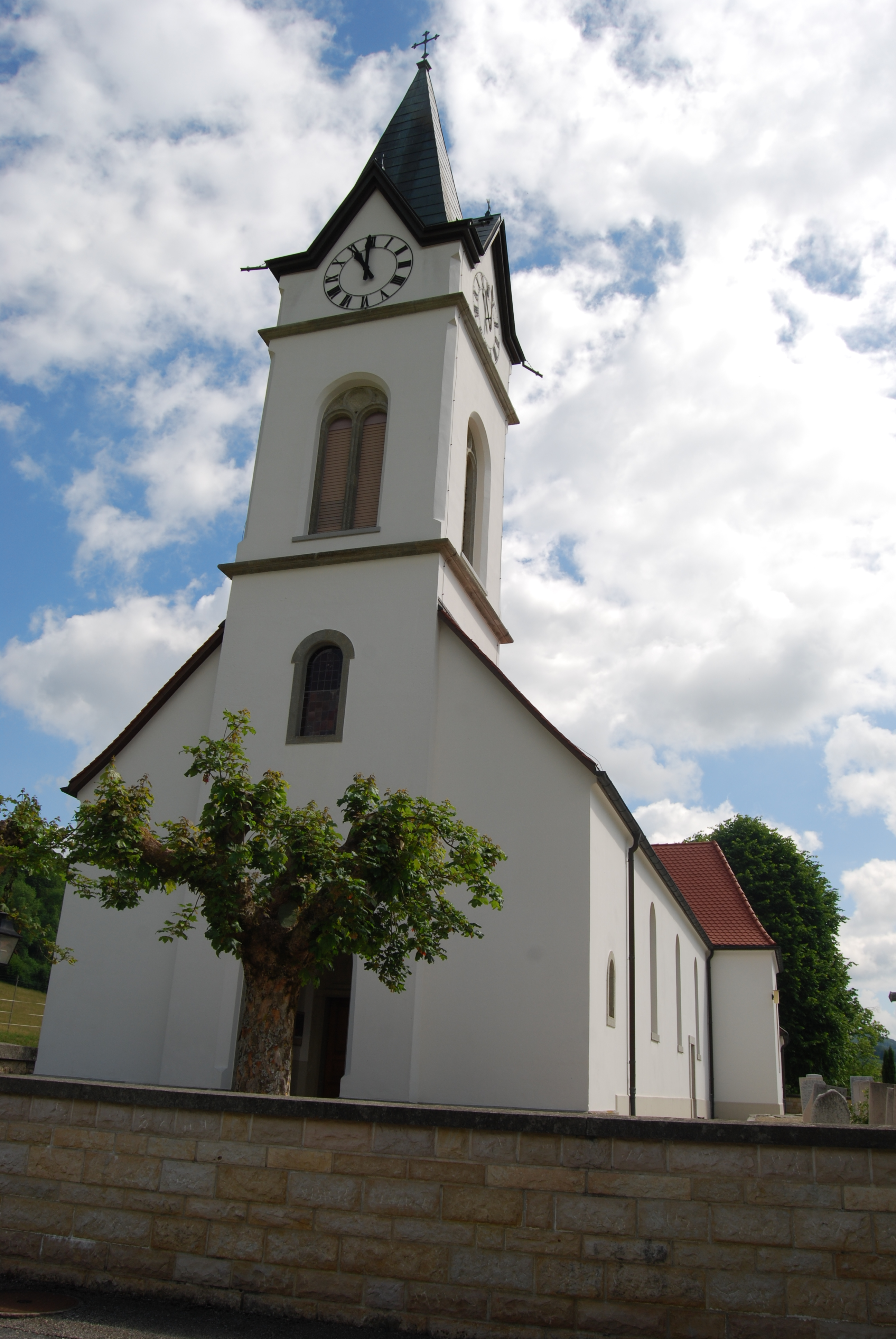
Die Kirche St. Katharina von Westen
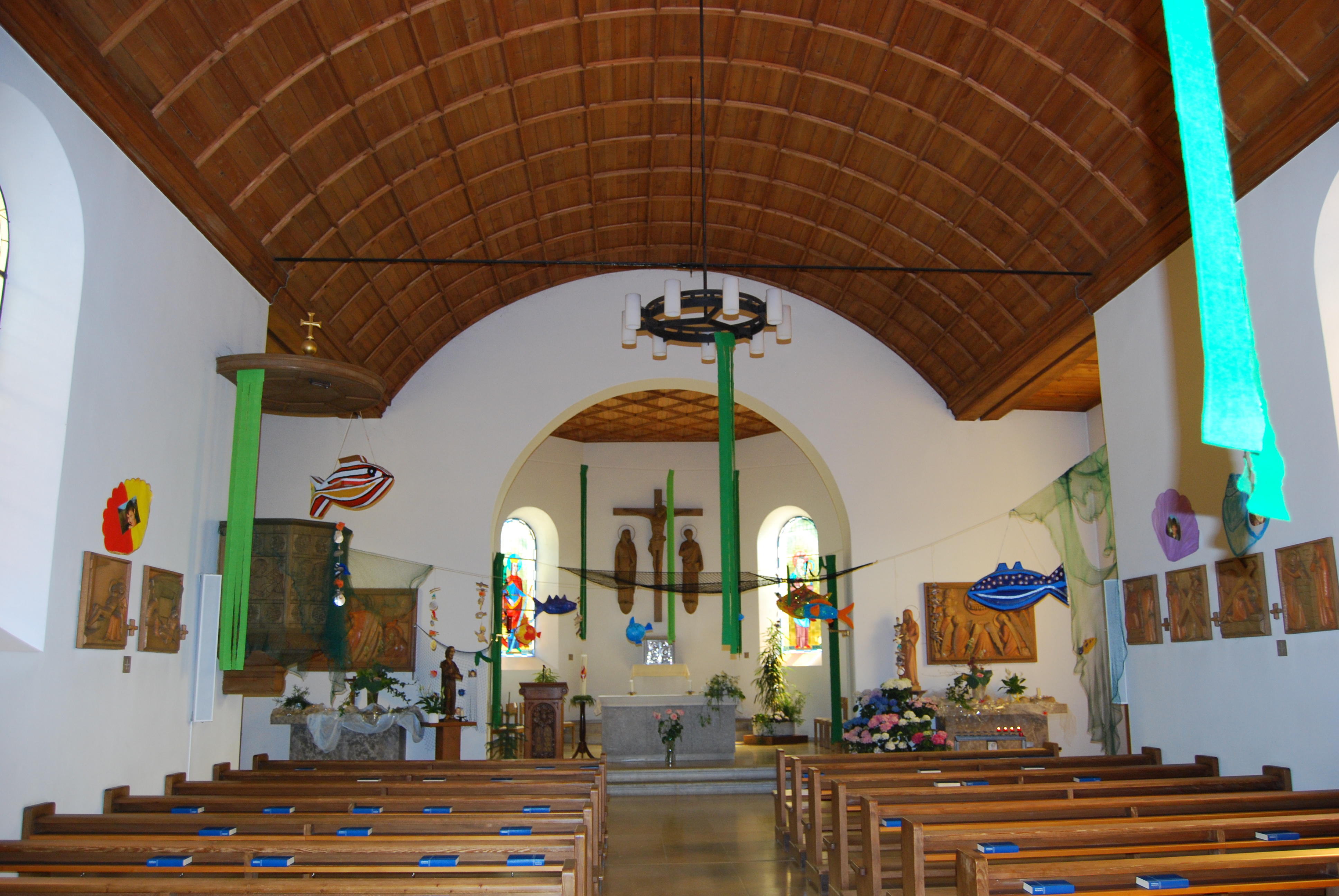
Die Kirche St. Katharina von innen
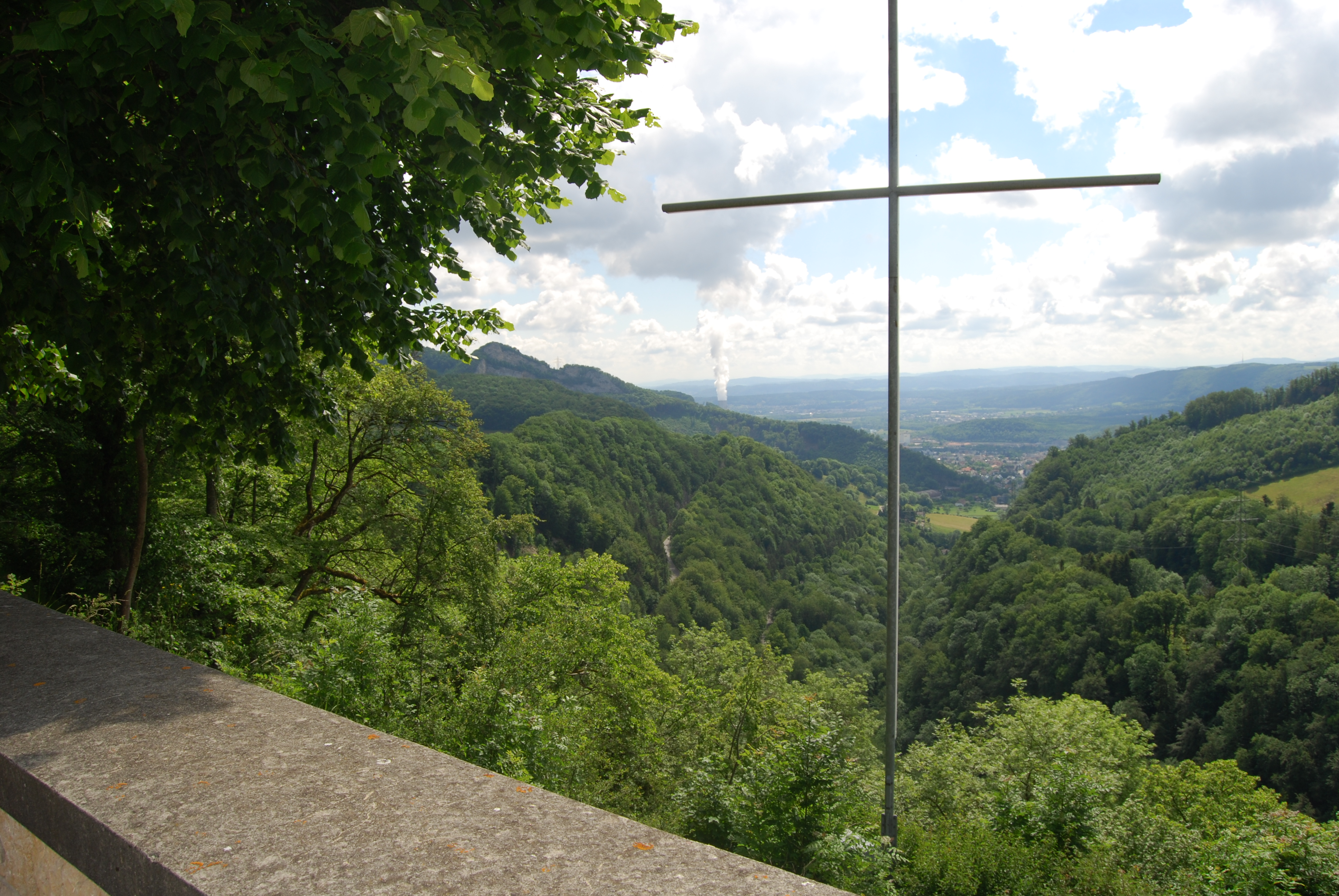
Blick vom Friedhof Ifenthal ins Thal, im Hintergrund das Kernkraftwerk Gösgen
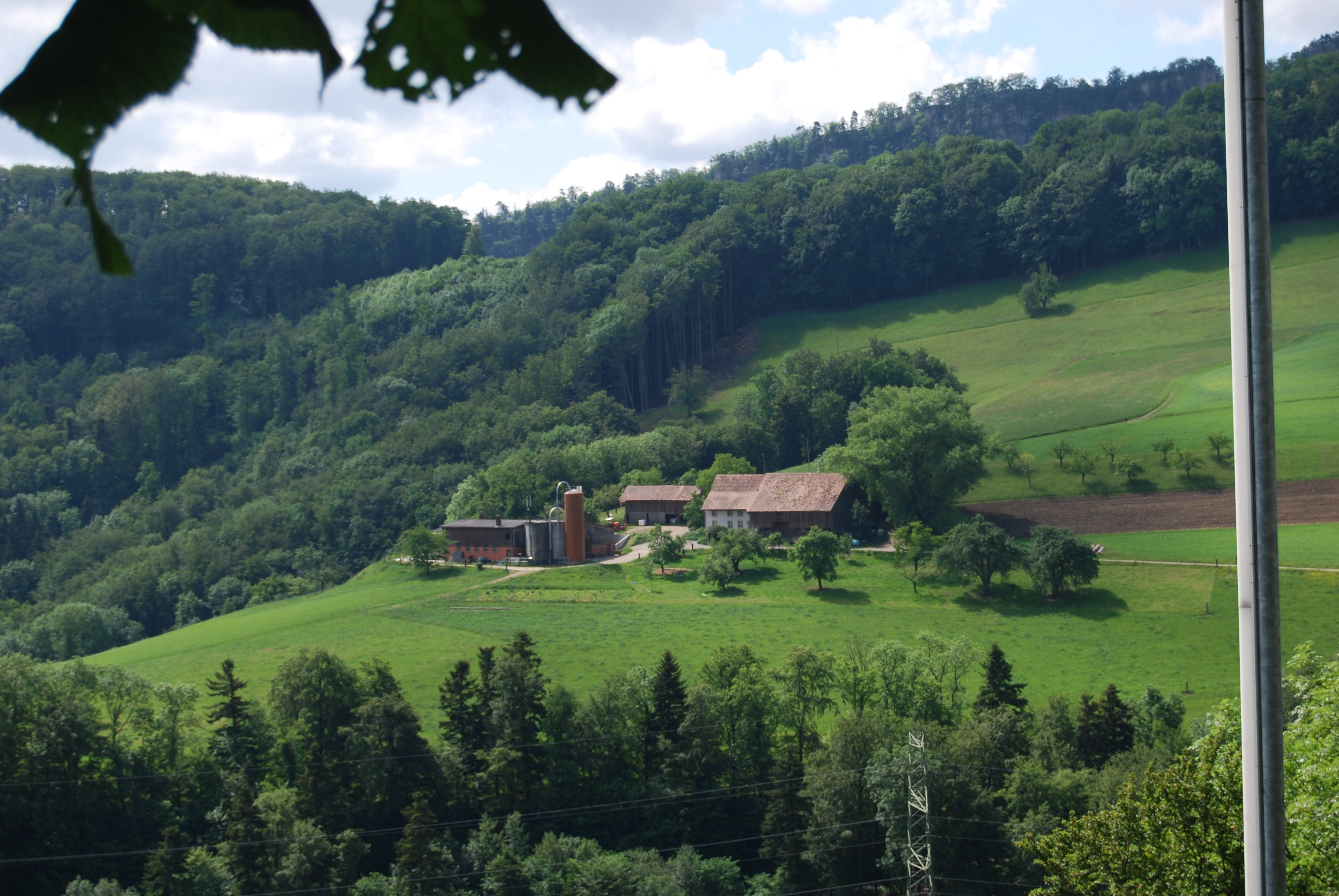
Blick vom Friedhof Ifenthal zum Weiler Wald
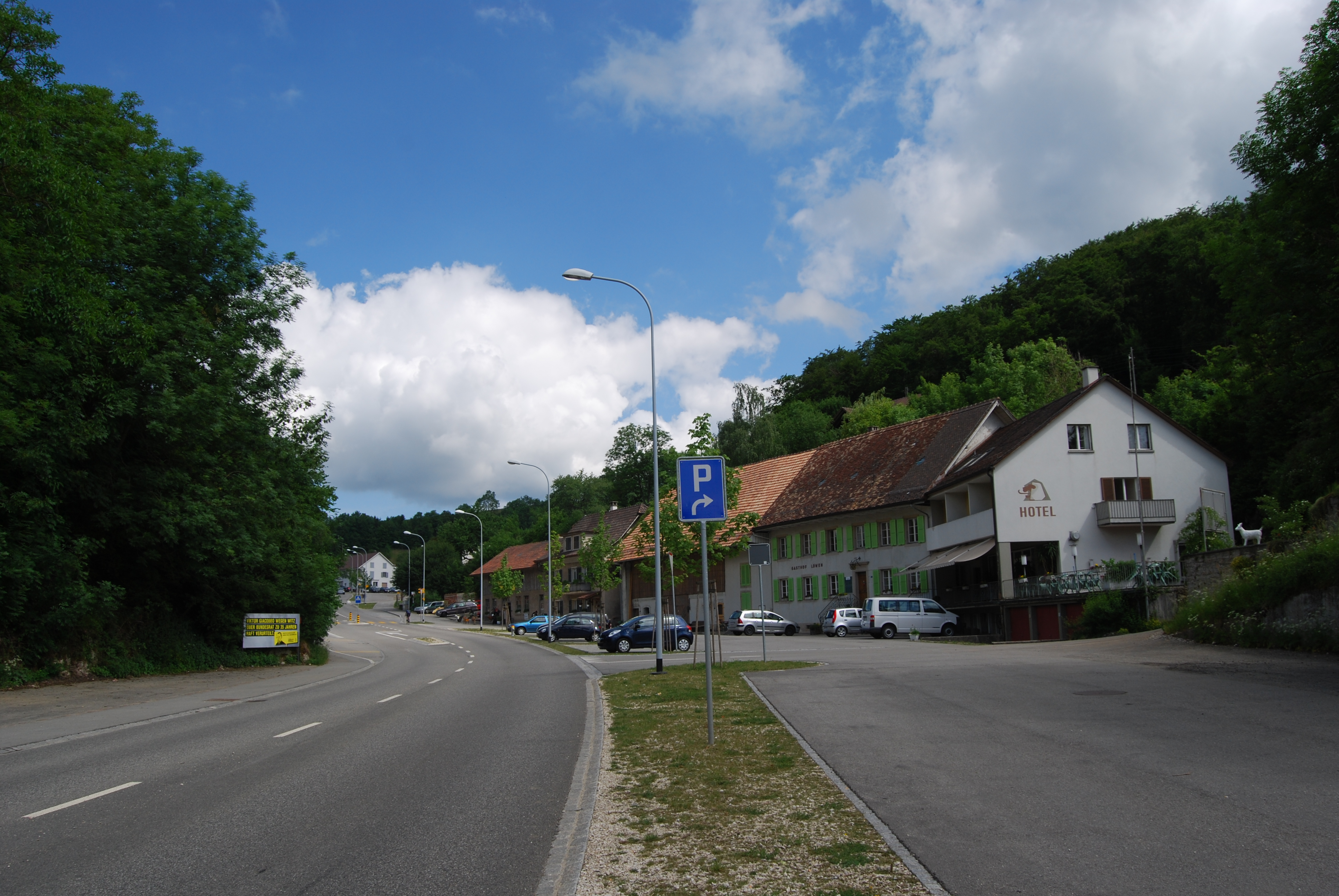
«Löwen» Hauenstein
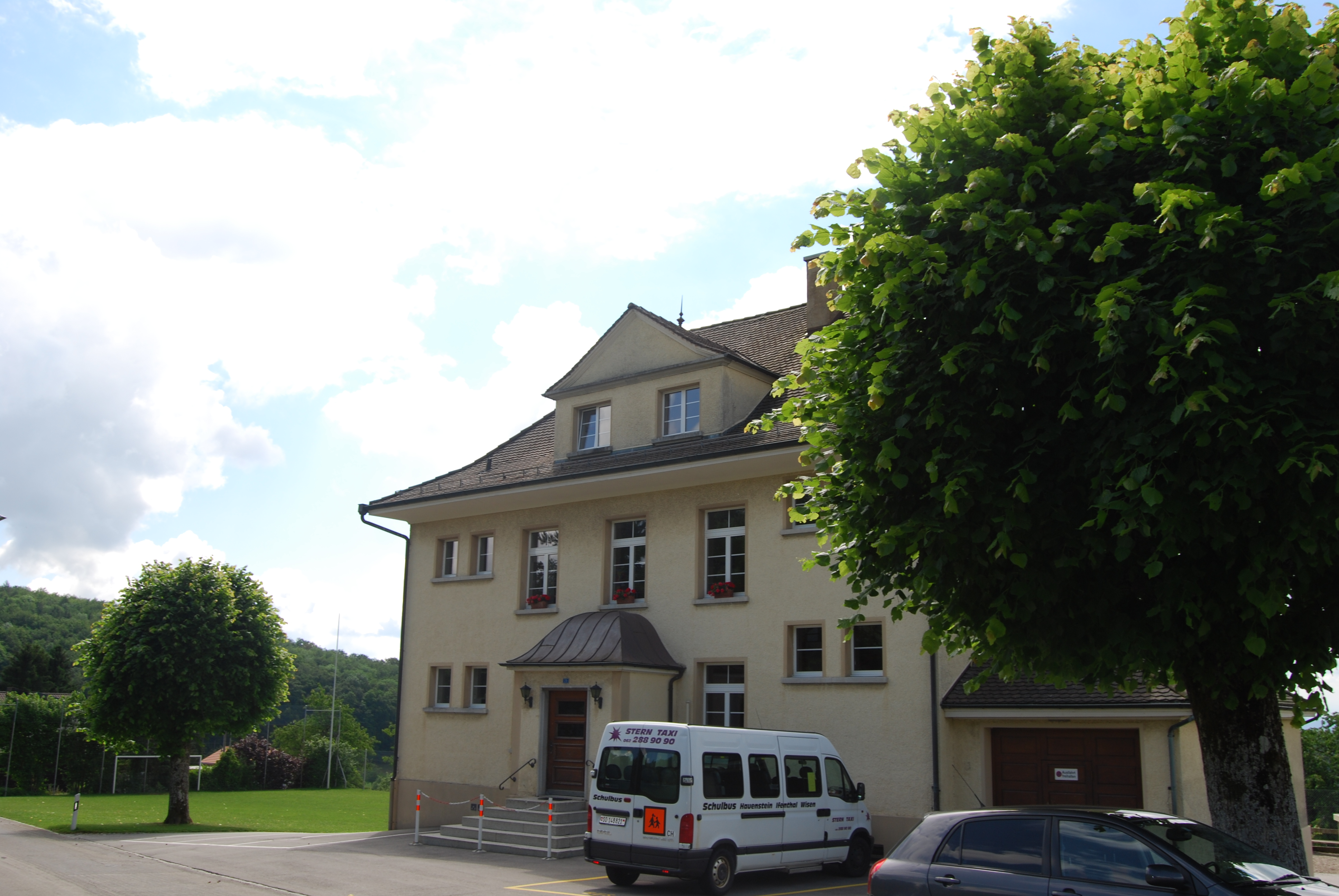
Schulhaus Hauenstein

## Wappen
Blasonierung
 In Rot auf grünem Plan rechtsschreitender gelber Löwe. Das Wappen lehnt sich an dasjenige der Herren von Ifenthal

## Persönlichkeiten
- Urs Nussbaumer (1931–2022), Ingenieur-Agronom und Politiker